# Bawtry
Bawtry – miasto i civil parish w Wielkiej Brytanii, w Anglii, w hrabstwie South Yorkshire, w dystrykcie metropolitalnym Doncaster. Leży na zachodnim brzegu rzeki Idle, 12,4 km od miasta Doncaster, 30,3 km od miasta Sheffield i 222,6 km od Londynu. W 2011 roku civil parish liczyła 3573 mieszkańców.